# Holodactylus cornii
Holodactylus cornii — вид геконоподібних ящірок родини еублефарових (Eublepharidae). Ендемік Сомалі.

## Поширення і екологія
Holodactylus cornii поширені на північному сході Сомалі. Вони живуть в напівпустельних чагарникових заростях.